# Морзе, Сэмюэл
Сэ́мюэл Фи́нли Бриз Мо́рзе (англ. Samuel Finley Breese Morse [mɔːrs]; 27 апреля 1791, Чарльзтаун в штате Массачусетс — 2 апреля 1872, Нью-Йорк) — американский изобретатель и художник. Наиболее известные изобретения — электромагнитный пишущий телеграф («аппарат Морзе», 1836) и код (азбука) Морзе.
24 мая 1844 года была послана первая депеша между Вашингтоном и Балтимором по способу Морзе с текстом «Чудны дела Твои, Господи».
Сэмюэл Морзе был одним из основателей и первым президентом (1826—1845) Национальной академии дизайна в Нью-Йорке.

## Биография
Морзе родился 27 апреля 1791 года в Чарльзтауне в богатой американской семье. Его отец, пастор Джедидая Морзе, был известным географом и священником. Его предок, которого тоже звали Сэмюэл Морс (Дедхэм), в 1635 году эмигрировал в Америку.
Юноша отличался большой любознательностью и непоседливостью. Из Академии Филлипса отец перевёл его в Йельский колледж. Морзе относился к науке равнодушно, хотя его привлекали лекции по электричеству. После окончания колледжа Морзе стал клерком в Бостоне. Но живопись так увлекла его, что в 1811 году родители послали его в Англию изучать искусство в Королевской академии художеств и в студии Б. Уэста.
Во время войны 1812 года между Великобританией и Соединёнными Штатами Морзе показал себя ярым патриотом. Однако в 1813 году, когда Морзе представил в Лондонскую королевскую академию художеств картину «Умирающий Геркулес», он удостоился золотой медали.
По возвращении домой в 1815 году Морзе обнаружил, что американцы считают его английским художником и мало интересуются живописью. Десять лет ему пришлось вести жизнь странствующего живописца. В стремительно растущем Нью-Йорке он создал несколько самых интересных портретов, когда-либо выполненных американскими художниками.
В 1825 году Морзе основал в Нью-Йорке Национальную академию дизайна, которая избрала его президентом и отправила в 1829 году в Европу для изучения устройства рисовальных школ и выдающихся произведений живописи.
С 1830 по 1832 год Морзе путешествовал и учился в Европе, чтобы улучшить свои навыки рисования, посетив Италию, Швейцарию и Францию. Во время своего пребывания в Париже он подружился с писателем Джеймсом Фенимором Купером.
Морзе посвящал почти всё своё время живописи, преподаванию в университете Нью-Йорка и политике. В 1835 году Морзе стал профессором начертательных искусств. Но после того, как в университете в 1836 году ему показали описание модели телеграфа, предложенной Вильгельмом Вебером в 1833 году, он полностью отдал себя изобретательству.
Во время второго путешествия в Европу Морзе познакомился с Луи Дагером и заинтересовался новейшими открытиями в области электричества. Его вдохновила на изобретение телеграфа случайная беседа при возвращении из Европы на пароходе в 1832 году. Какой-то пассажир в ходе беседы о недавно изобретённом электромагните сказал: «Если электрический ток можно сделать видимым на обоих концах провода, то я не вижу никаких причин, почему сообщения не могут быть им переданы». Хотя идея электрического телеграфа выдвигалась и до Морзе, он полагал, что был первым.
Годы работы и учёбы потребовались Морзе, чтобы его телеграф заработал. В сентябре 1837 года он, наконец, продемонстрировал своё изобретение. Сигнал был отправлен по проволоке длиной 1700 футов (518 метров), однако принятая с передатчика телеграмма оказалась нечитаемой. Но Морзе не собирался сдаваться и менее чем через полгода совместно с А. Вейлом разработал систему передачи букв точками и тире, ставшей известной во всём мире как код Морзе.
Внедрить изобретение оказалось непросто. При очередной попытке заинтересовать Конгресс США созданием телеграфных линий, он приобрёл конгрессмена в партнёры, и в 1843 году Морзе получил субсидию в 30 000 долларов для строительства первой телеграфной линии от Балтимора до Вашингтона. Наконец, 24 мая 1844 года линия была закончена. Морзе послал депешу с текстом «Чудны дела Твои, Господи» из зала Верховного суда в подвале здания Капитолия США в Вашингтоне в отель Mount Clare Station в Балтиморе. После открытия линии Морзе был тотчас же вовлечён в юридические распри и с партнёрами, и с конкурентами. В 1854 году Верховный суд наконец признал его авторские права на телеграф.
В 1858 году от десяти европейских государств Морзе получил за своё изобретение 400 000 франков. Он купил имение в Покипси, близ Нью-Йорка, и провёл там остаток жизни с большим семейством среди детей и внуков. В старости Морзе стал филантропом. Он опекал школы, университеты, церкви, библейские общества, миссионеров и бедных художников.
Летом 1856 года Морзе посетил Санкт-Петербург, пытаясь способствовать продвижению в России изобретённой им телеграфной системы и азбуки. Был приглашён на коронацию Александра II, но, по всей видимости, на ней не присутствовал по неизвестной причине.
После смерти в 1872 году слава Морзе как изобретателя угасла, так как телеграф потеснили телефон, радио и телевидение, зато его репутация художника выросла. Его телеграф 1837 года хранится в Национальном музее США, а загородный дом теперь признан историческим памятником. Со временем азбука Морзе, которую он разработал, станет основным языком телеграфии в мире.

## Личная жизнь
29 сентября 1818 года Морзе женился на Лукреции Пикеринг Уокер. Она умерла 7 февраля 1825 года от сердечного приступа вскоре после рождения третьего ребёнка. После смерти первой жены Морзе повторно женился 10 августа 1848 года на Элизабет Грисуолд. В браке родилось четверо детей.

## Память
- В 1970 году Международный астрономический союз присвоил имя Сэмюэла Морзе кратеру на обратной стороне Луны.
- 27 апреля 2009 года в честь дня рождения Сэмюэла Морзе Google изменил свою главную страницу, где разместил надпись «Google» в кодировке Морзе.